# Harry Potter 20th Anniversary: Return to Hogwarts
Harry Potter 20th Anniversary: Return to Hogwarts (deutsch: Rückkehr nach Hogwarts) ist ein britisch-US-amerikanischer Dokumentarfilm und Fernsehspecial aus dem Jahr 2022 über die gesamte Harry-Potter-Filmreihe. Anlässlich des 20-jährigen Jubiläums von Harry Potter und der Stein der Weisen trafen sich zahlreiche aus den Filmen bekannte Schauspieler wie Daniel Radcliffe, Rupert Grint, Emma Watson, Tom Felton, Jason Isaacs und Ralph Fiennes, die Regisseure Chris Columbus, Alfonso Cuarón, Mike Newell und David Yates sowie Produzent David Heyman, ließen die Reihe Revue passieren und gaben exklusive Einblicke über die Produktionen und Veröffentlichungen der Filme. Es ist zudem der letzte öffentliche Auftritt von Hagrid-Darsteller Robbie Coltrane, der im Oktober 2022 im Alter von 72 Jahren verstarb.
Der Film erschien erstmals am 1. Januar 2022 auf HBO Max. In Deutschland erschien er am selben Tag auf Sky und Sky Ticket.

## Inhalt
Im Special werden alle Harry-Potter-Verfilmungen besprochen, zudem gibt es Einblicke in die Entstehungen, Produktionen und die Arbeiten am Set der Filme. Die Schauspieler und Regisseure berichten von ihren Erfahrungen, wie sie zur Filmreihe gestoßen sind und wie die Arbeit an Harry Potter insgesamt ihr Leben verändert hat.
Die erste Hälfte des Filmes handelt hauptsächlich von einem Gespräch des Regisseurs der ersten beiden Teile Chris Columbus und Harry-Potter-Darsteller Daniel Radcliffe. Die Suche nach den Darstellern, die Entwicklung der Filme und die Arbeit mit den damals noch jungen Darstellern am Set sowie sonstige Schwierigkeiten und Probleme, die während der Dreharbeiten auftraten, sind dabei die Kernthemen.
In der zweiten Hälfte werden alle anderen Filme der Reihe besprochen, wobei immer zwei Filme gleichzeitig in jedem Kapitel behandelt werden. Schwerpunkte sind dabei neben den Interviews vor allem Gespräche zwischen den Schauspielern. Im Mittelpunkt stehen die Hauptdarsteller Daniel Radcliffe, Rupert Grint und Emma Watson. Zwischendrin werden immer wieder Filmausschnitte und Aufnahmen vom Set gezeigt. Des Weiteren wird auch ein 2019 aufgenommenes Interview mit Autorin J. K. Rowling miteingebunden, sie selbst hat im Film aber sonst keinen Auftritt.

## Gedenken an die verstorbenen Schauspieler
Im Dokumentarfilm wird an alle bereits verstorbenen Schauspieler zum Zeitpunkt der Veröffentlichung gedacht. Im Mittelpunkt stehen dabei vor allem Richard Harris (Darsteller des Albus Dumbledore in den ersten beiden Filmen), Richard Griffiths (Darsteller von Harrys Onkel Vernon Dursley), Helen McCrory (Darstellerin von Narzissa Malfoy) sowie Alan Rickman, der in allen Filmen Severus Snape spielte. Die Schauspieler und Regisseure teilen persönliche Momente mit allen Beteiligten und wie die Arbeit mit ihnen insgesamt war.

## Besetzung und Synchronisation
An dem Film nahmen zahlreiche Schauspieler aus der Filmreihe teil. Neben den drei Hauptcharakteren auch mehrere Darsteller der Weasley-Familie, Schüler von Hogwarts sowie Mitglieder der Todesser. Auch Ian Hart, der im ersten Film den verrückten Professor Quirrell spielte, hat einen kurzen Auftritt. Des Weiteren nahmen alle Regisseure sowie Produzent David Heyman teil. Als Erzähler fungiert Stephen Fry, der bereits die Hörbücher zu allen Harry-Potter-Büchern einsprach.
Neben der englischen Originalfassung wurde das Special auch ab dem 30. Januar 2022 mittels Voiceover auf Deutsch synchronisiert, wobei zahlreiche bekannte Synchronsprecher aus den Filmen hier zum Einsatz kamen.
Gary Oldman wird im Special nicht wie in den Filmen von Pierre Peters-Arnolds, sondern wie sonst üblich von Udo Schenk synchronisiert. Da er in den Filmen jedoch Ralph Fiennes in der Rolle des Lord Voldemort sprach, spricht er in diesem Film beide Schauspieler.
| Schauspieler         | Charakter           | Synchronsprecher     |
| -------------------- | ------------------- | -------------------- |
| Daniel Radcliffe     | Harry Potter        | Nico Sablik          |
| Rupert Grint         | Ron Weasley         | Max Felder           |
| Emma Watson          | Hermine Granger     | Gabrielle Pietermann |
| Tom Felton           | Draco Malfoy        | Moritz Pertramer     |
| Jason Isaacs         | Lucius Malfoy       | Wolfgang Müller      |
| Ralph Fiennes        | Lord Voldemort      | Udo Schenk           |
| Gary Oldman          | Sirius Black        | Udo Schenk           |
| Helena Bonham Carter | Bellatrix Lestrange | Elisabeth Günther    |
| Robbie Coltrane      | Rubeus Hagrid       |                      |
| James Phelps         | Fred Weasley        | Stefan Günther       |
| Oliver Phelps        | George Weasley      | Stefan Günther       |
| Mark Williams        | Arthur Weasley      | Leon Rainer          |
| Bonnie Wright        | Ginny Weasley       | Marcia von Rebay     |
| Matthew Lewis        | Neville Longbottom  | Fabian Rohm          |
| Alfred Enoch         | Dean Thomas         |                      |
| Toby Jones           | Dobby (Sprechrolle) |                      |
| Evanna Lynch         | Luna Lovegood       | Laura Elßel          |
| Ian Hart             | Professor Quirrell  |                      |

| Name           | Funktion |
| -------------- | --- |
| Chris Columbus | Regisseur von Der Stein der Weisen und Die Kammer des Schreckens                                                         |
| Alfonso Cuarón | Regisseur von Der Gefangene von Askaban                                                                                  |
| Mike Newell    | Regisseur von Der Feuerkelch                                                                                             |
| David Yates    | Regisseur von Der Orden des Phönix, Der Halbblutprinz und Harry Potter und die Heiligtümer des Todes – Teil 1 und Teil 2 |
| David Heyman   | Produzent der Harry-Potter-Filmreihe                                                                                     |
| J. K. Rowling  | Autorin der Harry-Potter-Romane                                                                                          |
| Stephen Fry    | Erzähler zwischen den Übergängen der Kapitel                                                                             |

## Produktion und Veröffentlichung
Im November 2021 gab Warner Bros. bekannt, dass an einem Special mit der Besetzung und den Filmemachern der Harry-Potter-Filmreihe, um den 20. Jahrestag der Veröffentlichung von Harry Potter und der Stein der Weisen zu feiern, gearbeitet werde. Das Special wird von Warner Bros. Television produziert. Eine der Regisseure ist Casey Patterson, die auch als Executive Producer fungiert.
Die Musik für das TV-Special wurde von Charlie Mole komponiert. Zudem hat John Williams, der sich für die Musik der ersten drei Harry-Potter-Filme verantwortlich zeichnet, zwei der Stücke aus den Filmen („Hedwig’s Theme“ und „Harry’s Wondrous World“) für das Projekt mit dem Synchron Stage Orchestra in Wien unter der Leitung von James Seymour Brett neu aufgenommen.
Das Special wurde auf den Originalschauplätzen und Szenerien beim Harry-Potter-Museum Warner Bros. Studio Tour London – The Making of Harry Potter bei Warner Bros. Studios Leavesden gefilmt. Es handelt sich hierbei um ein öffentlich zugängliches Museum, wo Teile der Studios der Originalszenerien ausgestellt werden, wie bspw. der Gemeinschaftsraum der Gryffindors, der auch im Special zu sehen ist.

## J. K. Rowlings Beteiligung
Autorin J. K. Rowling, die auch eine bedeutende Rolle bei der Produktion der Verfilmungen spielte und als Beraterin fungierte, nahm an dem Special nur in Form eines 2019 aufgenommenen Interviews teil, ist in dem Special aber ansonsten weitgehend abwesend. Sie erschien lediglich für weniger als 30 Sekunden. Von vielen Kritikern wurde spekuliert, dass dies auf ihre Ansichten zu Transgender-Themen zurückzuführen sei. Im August 2022 wurde jedoch bekannt, dass Rowling zwar eingeladen wurde, an dem Projekt teilzunehmen, sich aber dagegen entschied, da sich das Special mehr um die Filme als um die Bücher drehe.

„Ich wurde gefragt, ob ich dabei sein möchte und ich habe entschieden, dass ich es nicht machen möchte. Ich dachte, dass es mehr um die Filme als um das Buch ginge und genau darum ging es bei dem Jubiläum. Niemand hat gesagt: ‚Mach es nicht.‘… Ich wurde gefragt, ob ich es machen möchte und ich habe mich dagegen entschieden.“

## Rezeption
Die bei Rotten Tomatoes aufgeführten Kritiken fielen zu 93 % positiv aus, mit einer durchschnittlichen Bewertung von 7,5/10, basierend auf 27 Bewertungen. Auf Metacritic erhielt der Film einen Metascore von 65 von 100 möglichen Punkten, basierend auf 11 Kritiken, die auf „allgemein positive Bewertungen“ hinweisen.
Martina Knoettig von Rolling Stone schreibt, dass man beim Zusehen des Films oft mehr als einmal ins Schmunzeln käme, man gerät ins Staunen über die Geschehnisse hinter den Kulissen. Es sei schön und berührend, die Gedanken der Mitwirkenden zu hören und erneut in die Welt von Harry Potter einzutauchen. So fühle es sich fast an wie damals, als man Harry Potter und der Stein der Weisen das erste Mal sah.
Matthias Hopf von Das Film Feuilleton findet, dass Harry Potter 20th Anniversary: Return zu Hogwarts voller liebenswürdiger wie humorvoller Passagen stecke und ebenso den Wechsel zu ernsteren Themen, zu denen ein Erinnerungssegment an bereits verstorbene Stars wie Alan Rickman und John Hurt gehört, verstehe. Gerade nach Peter Jacksons achtstündigem Doku-Meisterwerk The Beatles: Get Back sei es jedoch schade, dass sich das Special nicht mehr Zeit nimmt, um den Menschen zu lauschen, die zehn Jahre lang Harry Potter geschaffen haben. Trotzdem sei es eine großartige Erinnerung daran, wie viel es in dieser Welt noch zu entdecken gibt. Allein die Einblicke in den Dreh der Schlüsselszene von Harry Potter und der Gefangene von Askaban seien ein Geschenk. Zwischen den knarzenden Dielen der heulenden Hütte erleben wir eine der wichtigsten Transformationen der Reihe. Return to Hogwarts sei ein gutes Sprungbrett, um noch tiefer in ihre Entstehung einzutauchen.
Furuha von Moviebreak ist der Meinung, dass Harry Potter 20th Anniversary weniger ein Rückblick als vielmehr ein Zusammenschnitt der Filme sei, der zwar wundervoll inszeniert und aufbereitet ist, den Namen aber etwas zum Sinnlosen stellt. Dieses Special kann eher den Fans, beziehungsweise den Zuschauern ans Herz gelegt werden, die ebenfalls mit den Filmen und Büchern aufgewachsen sind. Es benötige in vielerlei Hinsicht keine Zusammenfassung der Filme mehr. Was wirklich interessiere, sind die Schauspieler als Menschen, in ihren zwischenmenschlichen Beziehungen und von diesen bekomme man nur einen kurzen Schimmer zu sehen.

## Auszeichnungen
Hollywood Critics Association Awards 2023
- Nominierung als Best Streaming Variety Sketch Series, Talk Series, or Special[22]

Primetime Emmy Awards 2023
- Nominierung für Outstanding Picture Editing For Variety Programming[23]
- Nominierung für Outstanding Variety Special (Pre-Recorded)[23]